# Moria (psychiatria)
Moria (wiłość, nastrój moriatyczny, także wesołkowatość oraz z niem. Witzelsucht) – w psychiatrii i psychologii klinicznej, wesołkowaty nastrój; podwyższenie nastroju, któremu towarzyszy beztroska, pusta wesołkowatość, głupkowate żarty. Wyraz pochodzący z gr. mōría „głupota; prostactwo”. Pacjenci w tym stanie wydają się być pozbawieni ograniczeń i hamulców, cechują ich gwałtowne reakcje na bodźce, inne osoby czy zdarzenia czasami na bardzo dużym poziomie szczegółowości, jak reakcja na niuanse tonu głosu czy słowa. Pacjenci są także skłonni do żartów, kalamburów i innych dowcipów słownych. Wydają się także bardzo wrażliwi, ale jest to wrażliwość bierna i nieselektywna. Reagują podobnie na każdy rodzaj bodźców niezależnie od ich wagi i charakteru, co według niektórych neurologów, jak np. Aleksandra Łurii, jest zasadniczą cechą tego objawu.
Objaw charakterystyczny dla guzów płata czołowego i innych organicznych uszkodzeń tej części mózgu (zespół czołowy). Termin wprowadził do medycyny niemiecki neurolog Moritz Jastrowitz w 1888 roku.